# Kyokushin Kaikan

Das Symbol der Kyokushin Kaikan

Kyokushin Kaikan (japanisch 極真会館) bezeichnet die von Ōyama Masutatsu gegründete Karate-Organisation. Die Stilrichtung nennt man Kyokushin (極真), was „ultimative Wahrheit“ bedeutet.
Es wird im Vollkontakt gekämpft, was Kyokushin zu einer der härtesten Karatearten macht. Kyokushin ist ein für die Entwicklung der Kampfkunst sehr bedeutender Stil, da aus ihm viele moderne Vollkontakt-Stile und Kampfkunstsysteme samt deren Organisationen hervorgegangen sind, so z. B. World Oyama Karate, World Seido Karate Organization, Kyokushin Budokai, Ashihara Karate, Enshin Karate, Seido-Keikan, K-1, IFK, Kokusai Kyokushindō Renmei, Kyokushindo Karate, Kūdō, Kyokushin-kan Karate oder So Shin Do.

## Geschichte
1956 eröffnete Ōyama Masutatsu in einem kleinen Gebäude hinter der Rikkyō-Universität sein erstes offizielles Dōjō und nannte seinen Stil Kyokushin.
Er wählte den Namen wegen des Sprichworts: „Nach tausend Tagen Training ist man ein Anfänger, nach zehntausend Tagen ein Experte (Meister)“. Trotz des harten Trainings – es gab wenige Einschränkungen im Kampf – und der hohen Ausfallrate der Studenten stieg die Zahl seiner Schüler innerhalb eines Jahres auf gut 700 an.
Die nächsten zehn Jahre baute Oyama seine Organisation auf und demonstrierte in der ganzen Welt sein Karate, um es zu verbreiten. Das erste Dojo außerhalb Japans eröffnete Bobby Lowe 1957 auf Hawaii.
1964 wurde offiziell das Kyokushin Kaikan Hombu in Ikebukuro, Tokio eröffnet. Eisaku Satō wurde zum Präsidenten und Oyama zum Kancho (Direktor) der IKO ernannt. Seither hat sich Kyokushin in mehr als 120 Ländern verbreitet und die Organisation wurde mit über 10 Millionen registrierten Mitgliedern – der Film Fighter in the Wind aus dem Jahr 2004 über das Leben von Masutatsu Oyama nennt 20 Millionen Schüler in 140 Ländern weltweit – zu einer der größten Kampfkunstorganisationen der Welt.
1975 wurde die erste Weltmeisterschaft in Tokio abgehalten. 128 Wettkämpfer aus 36 Ländern beteiligten sich. Die ersten sechs Ränge gingen an Japan: 1. Katsuaki Sato, 2. Hatsuo Royama (er führt heute eine eigene Kyokushin Karate Organisation), 3. Yoko Ninomiya. Die Weltmeisterschaft inspirierte die Kyokushin-Kämpfer, und schon bald wurden in vielen Ländern die ersten nationalen Turniere ausgetragen: 1975 in Australien, Malaysia, Israel und Südafrika; 1976 in Brasilien und England; 1978 wurde die erste Europameisterschaft in London abgehalten.
Im April 1994 starb Oyama im Alter von 70 Jahren an Lungenkrebs, ohne einen Nachfolger benannt zu haben und ließ Akiyoshi Matsui als Verantwortlichen der IKO zurück. Dies hat viele politische und wirtschaftliche Unruhen in die Kyokushinkai Welt gebracht, was zu einer Zersplitterung der Organisation auf nationaler und internationaler Ebene führte. Auf internationaler Ebene gibt es heute mehrere IKO-Organisationen, so die IKO1 (A. Matsui), IKO2 Shinkyokushinkai (K. Midori), IKO3 (Y. Matsushima), IKO4 (T. Tezuka).
So gibt es auf nationaler Ebene in Deutschland heute diverse Verbände, unter anderem den KKD (Kyokushinkai Karate Deutschland) und die DKO (Deutsche Kyokushin Organisation) und die IKOK-D (International Karate Organization Kyokushinkaikan Deutschland). Diese sind auf internationaler Ebene nicht automatisch in der IKO1, so ist die IKOK-D in der IKO1 (Kyokushinkaikan Honbu) und die DKO in der WKO/IKO2 (Midori).
Es gibt neben diversen Verbänden in derselben Stilrichtung Kyokushin auch mannigfaltige Stilabspaltungen wie z. B. Kyokushin-Budo-kai, Kyokushindo oder etwa Seidokan-Karate.

## Training
Das Training im Kyokushinkai besteht, wie bei den meisten anderen Karatestilen, aus Kihon (基本), Kata (形) und Kumite (組み手). Aber auch Atemtechniken, Bruchtests (jap.: Tameshiwari), sowie Abhärtungstechniken (芝木 Shibaki) sind Teil des Trainings. Konditionstraining und Kumite stellen jedoch oftmals einen großen Teil des Trainings dar.

### Kumite
Im Kumite wird beim Kyokushin in Vollkontakt gekämpft, wobei in den meisten Organisationen für Kumite u. a. diese Regeln üblich sind:
- Angriffe mit Faust-, Hand-, Finger- und Ellenbogentechniken zum Kopf des Gegners sind nicht erlaubt.
- Aber: Tritte und Kniestöße zum Kopf sind erlaubt.
- Schläge, Stöße oder Tritte auf Kniegelenke, die Wirbelsäule und den Genitalbereich sind nicht erlaubt.
- Das Greifen und/oder Festhalten des Gegners ist nicht erlaubt.
- Tiefschutz (bei Männern) und Brustschutz (bei Frauen) sind vorgeschrieben. Im normalen Training werden auch Boxhandschuhe und Schienbeinschützer verwendet.

### Kata
Die Kata (Formen) des Kyokushin-Karate sind im Artikel über Karate-Kata im Abschnitt "Kyokushin" beschrieben. Zahlreich vertreten sind die Taikyoku- und Pinan-Kata, die aus dem Shotokan Karate stammen. Grob können die Katas im Kyokushin Karate in eine südliche (z. B. Sanchin, Geksai Dai, Tensho) und eine nördliche (Taikyoku, Pinan) Linie unterschieden werden.
Über die Kata hinaus gibt es fest vorgegebene Formen des Übergangs zwischen Kihon und Kumite, die Renraku/Rensoku (jap.: Anschluss, Übergang) genannt werden und prinzipiell Kampfkombinationen in Freikampfhaltung darstellen.

## Gürtelsystem
In vielen Organisationen ist diese Staffelung der Rangfolge üblich, wobei schwarze Gürtel pro Dan-Grad einen goldenen Streifen tragen:
AnfängerWeiß
10. und 9. KyūRot (oder Orange, organisationsspezifisch)
8. und 7. KyūBlau
6. und 5. KyūGelb
4. und 3. KyūGrün
2. bis 1. KyūBraun
1. bis 10. DanSchwarz
Innerhalb einer Gürtelfarbe wird bei Schülergraden abhängig von der Organisation für den jeweils höheren Grad innerhalb der Farbe ein schwarzer Streifen auf dem Gürtel verwendet (Beispiel 9. Kyū: Orange mit schwarzem Streifen, 7. Kyū: Blau mit schwarzem Streifen).

### Gürtelfarben
Die Varianten des Gürtelsystems sind verbandsspezifisch, z. B. gibt es zwischen den Organisationen zum Punkt des weißen Gürtels Unterschiede: So müssen Schüler in einigen Verbänden sich den weißen Gürtel durch eine Prüfung (10. Kyū) verdienen, während erst der 9. Kyū die Farbe Orange trägt. In anderen wird dieser ranglos ohne Prüfung vergeben. Unterschiede gibt es auch innerhalb einer Gürtelfarbe: Es kann für den höheren Kyū derselben Farbe – in dem Fall 9., 7., 5., 3., 1. Kyū – ein schwarzer Strich auf dem Gürtel den höheren Rang sichtbar machen.
Rot wird in einigen Organisationen als Farbe für Schülergrade nicht vorgesehen, sondern Orange (Rot ist als Gürtelfarbe den Großmeistern vorbehalten). Hier einige Varianten des Gürtelsystems.
| Graduierung | -    | 10. Kyū | 9. Kyū | 8. Kyū | 7. Kyū | 6. Kyū | 5. Kyū | 4. Kyū | 3. Kyū | 2. Kyū | 1. Kyū | ab 1. Dan |
| Gürtelfarbe | weiß | rot     | rot    | blau   | blau   | gelb   | gelb   | grün   | grün   | braun  | braun  | schwarz   |
| Alternative | weiß | orange  | orange | blau   | blau   | gelb   | gelb   | grün   | grün   | braun  | braun  | schwarz   |
| ----------- | ---- | ------- | ------ | ------ | ------ | ------ | ------ | ------ | ------ | ------ | ------ | --------- |

## Kyokushinkai-Persönlichkeiten
- Michael Jai White
- Kenji Kurosaki
- Bobby Lowe
- Tadashi Nakamura
- Jon Bluming
- Shigeru Oyama
- Hideyuki Ashihara
- Andy Hug
- Glaube Feitosa
- Semmy Schilt
- Letschi Kurbanow
- Dolph Lundgren
- Georges St. Pierre[3]
- Bas Rutten
- Muzaffer Bacak
- Sean Connery
- Dschero Khan
- Elena Schmidt
- Elon Musk[4]

## Bibliographie
- Steve Arneil & Brian Fitkin (1982): The Fundamentals of KYOKUSHIN KARATE ISBN 91-7260-698-3
- Michael J. Lorden (2000): Oyama The Legend, The Legacy ISBN 1-892515-24-5
- Masutatsu Oyama: Der Kyokushin Karate Weg ISBN 3-921508-23-1
- Mas Oyama (1978): MAS OYAMA’S Complete Karate Course ISBN 0-8069-8845-2
- Michel Wedel (1990): Kyokushin Karate, Training and Fighting ISBN 90-72594-02-9
- Jens Gärtner (2007): Karate Kata – Kyokushinkai und Seidokaikan: Das Nachschlagewerk für Kata bis Braungurt, ISBN 978-3-8334-9157-3